# 波因特彼得 (喬治亞州)
波因特彼德（英語：Point Peter）是位於美國喬治亞州奧格爾索普縣的一個非建制地區。該地的面積和人口皆未知。

## 地理
波因特彼德的座標為33°59′45″N 83°00′48″W / 33.99583°N 83.01333°W，而該地的平均海拔高度為200米（即656英尺）。